# Seadrift (Nørgård)
Seadrift is een lied gecomponeerd door de Deen Per Nørgård. Het is een overgangswerk binnen het oeuvre van de componist. Het was de 157e compositie van de Deen.
In de jaren 70 componeerde Nørgård in een eigen stijl die gebaseerd was op zijn eigen oneindigheidsreeksen, een variant op de gulden snede. Dat is nog in het werk terug te vinden, doch hier wordt gebruikgemaakt van de Finonacci-reeks voor ritme. In schril contrast daarop kwam de componist onder invloed te staan van Adolf Wölfli en zijn werken werden expressiever en expressionistischer. Het verschil met een eerder lied van Norgard Fons laetitiae uit 1975 is dan ook opvallend. Ook de thematiek verschilt hemelsbreed. Fons laetitiae gaat over de aanbidding van Maria met een vergelijking naar zee. Seadrift is gebaseerd over opkomende liefde en (schijnbaar) onvermijdelijke scheiding, teleurstelling en dood. De tekst van Seadrift is geschreven door Walt Whitman, hofleverancier van teksten voor muziek; vele componisten gebruikten al zijn teksten. Seadrift (gedicht en compositie) valt in twee delen uiteen:
1. Being together
2. Torn apart.

Het verhaal gaat over een jongen, die een tweetal zeemeeuwen ziet nesten op de rotsen nabij Paumanok (Being together). Op een gegeven moment blijkt het vrouwtje niet meer terug te komen en het mannetje blijft hopeloos (en) verlaten achter (Torn apart). Seadrift maakt deel uit van Out of the cradle endlessly rocking. De muziek die Nørgård erbij schreef geeft eenzelfde beeld; eerst lieflijk en daarna uitmondend in wanhoop.
Een andere tegenstelling zit ook in het werk. Het ensemble bestaat uit instrumentalisten die of zeer oude muziekinstrumenten bespelen, dan wel moderne. Dit geeft de begeleiding van de zangstem een wat vreemd karakter, zeker als de kromhoorn haar intrede doet. Dat instrument sluit het werk hopeloos schreeuwend af.
Het werk is origineel geschreven voor het Deense muziekensemble Sub Rosa uit Aarhus, dat ook de eerste uitvoering gaf.
Frederick Delius componeerde een werk onder dezelfde titel voor bariton, koor en orkest: Sea Drift (1903/4).

## Orkestratie
- sopraan
- 1 viool, 1 cello, 1 barokgitaar, blokfluiten en kromhoorn, percussie (bellen, congas, bekkens, vibrafoon, zingende zaag), klavecimbel

## Discografie
- Uitgave Dacapo: Bente Vist (sopraan), diverse musici